# 一夜一代に夢見頃
「一夜一代に夢見頃」(ひとよひとよにゆめみごろ)は、平松愛理の13枚目のシングル。

## 概要
- 1993年12月17日に発売された同名のアルバム・『一夜一代に夢見頃』からシングルカットされた。
- オリコンチャートでは、最高位28位。ヒットした前作の戻れない道（約34万枚）と比べても、タイアップがなかったこともあり、約1/8の4万枚という売上げだった。

## 収録曲
1. 一夜一代に夢見頃
  - 作詞・作曲：平松愛理／編曲：清水信之
2. 雨の日曜日
  - 作詞・作曲：平松愛理／編曲：清水信之
3. 一夜一代に夢見頃（オリジナルカラオケ）

## カバー
一夜一代に夢見頃
- ビビアン・チョウ（周慧敏） - 1994年4月発売のアルバム「成長」に収録。広東語版の曲名は「沒愛一身輕」（愛がないから身も軽い）。